# تهم‌شاپور
تهم‌شاپور (پارسی میانه: Tahm-Šabuhr) مرزبان آدیابن در زمان حکومت شاهنشاه شاپور دوم ساسانی (حک. ۳۰۹–۳۷۹) بود.

## زندگی
نخستین بار از تهم‌شاپور در سال ۳۵۷ به عنوان نخستین دریافت‌کننده صلح غیررسمی سناتور رومی، استراتجیوس موسونیانوس یاد شده‌است. در آن زمان وی در نامه‌ای به شاه مذاکره صلح با امپراتور کنستانتیوس دوم (ح. ۳۳۷–۳۶۱) را توصیه کرد که بیش از هر چیز به این دلیل که در آن زمان شاپور با قبایل عشایری که در حاشیه شرقی امپراتوری ساسانی ساکن بودند نیز درگیر بود.
تهم‌شاپور سپس در سال ۳۵۹ مخفیانه با آنتونینوس، فراری رومی، در تماس بود و از او اطلاعاتی را در مورد ارتش روم دریافت کرد. وی با پشتوانه این اطلاعات در سال ۳۵۹ سربازان شاپور را در محاصره آمد هدایت کرد که منجر به پیروزی ساسانیان شد.